# Teologia natural
Teologia Natural é uma parte da filosofia da religião que lida com as formas de se provar a existência de Deus e outros atributos divinos por meios puramente filosóficos, isto é, sem recurso a qualquer revelações especiais ou sobrenaturais. (O outro lado deste esforço é por vezes chamado como "Ateísmo natural", em que filósofos ateus tentam provar que Deus não existe, ou tentam refutar as provas dos filósofos teístas.) A expressão "teologia natural" (theologia naturalis) sobrevive em citações de Varrão, por Agostinho de Hipona, com base na tradição estoica.

## Introdução
Teologia Natural (ou religião natural) é Teologia baseada na razão e na experiência, explicando os deuses racionalmente, como parte do mundo físico. Assim é diferenciado de Teologia da Revelação, que é baseada na Bíblia e em experiências religiosas de vários tipos; E também da teologia transcendental, do raciocínio teológico a priori (ver Immanuel Kant et alia).
A Teologia Natural era originalmente parte de filosofia e Teologia, e teólogos continuam a estudá-la, mas a maior parte do seu conteúdo faz parte do filosofia da religião.

## Principais expoentes
A primeira evidência literária provém de textos sagrados hindus, como o Upanishads. Os Upanishads são metafísicas dos antigos sábios da Índia e contêm perguntas como - "Quem estava lá antes da criação?" Além destes, o Vedas também mergulha cientificamente analisando o conceito de Deus. De acordo com os Vedas a criação do universo é envolta em mistério. O Rig Veda diz:
"Então, não foi não-existência nem existência: não houve reino do ar, o céu não fora dela. Qual coberta, e onde? E que deu abrigo? Foi água ali, incomensurável profundidade da água? Morte não foi, então, nem existe algo imortal: nenhum sinal estava lá, o dia e a noite da separação. "
Marco Terêncio Varrão (116-27 a. C.) no seu Antiquitates Rerum humanarum et divinarum estabeleceu uma distinção entre três tipos de teologia: mítica, civil (política) e natural (física), desta última vem  a pergunta "quais são os deuses". Varrão dá uma solução de quem é um materialista (epicurista) reduzindo os deuses a efeitos no mundo físico (physikos). Santo Agostinho de Hipona cita frequentemente Varrão em seu De civitate Dei, traduzindo o physikos de Varrão para o Latim como Naturalis.
Platão dá os primeiros  passos de uma "teologia natural", em suas leis que estabelecem a existência dos deuses pela argumentação racional. Aristóteles em sua Metafísica sustenta a existência de um "motor imóvel", um argumento retomado nos tempos medievais pelos escolásticos.
A partir do Século VIII, uma escola do Islã, obrigada a defender os seus princípios contra o Islã ortodoxo dos seus dias, olhou para o apoio da filosofia, e estão entre os primeiros a perseguir um racional teologia islâmica, chamada Ilm-al-Kalam (Teologia escolar).  O argumento teleológico foi apresentado pela antigos filósofos islâmicos, como Alquindi e Averroes (fundador do Averroísmo), enquanto Avicenna (fundador da escola de filosofia islâmica) apresentaram tanto o argumento cosmológico como o ontológico em O Livro da Cura (1027).
Tomás de Aquino (c.1225-1274), escreveu a Summa Theologica e a Summa Contra Gentiles ambas apresentam diversas versões do argumento cosmológico e teleológico, respectivamente. O argumento ontológico é também apresentado, mas rejeitado em favor de provas relacionadas com a causa e efeito.
Thomas Barlow, Bispo de Lincoln escreveu Execreitationes alíquota metaphysicae de Deo (1637) e falou muitas vezes da teologia natural durante o reinado de Carlos II.
John Ray (1627-1705) também conhecido como John Wray, foi um naturalista inglês, por vezes referido como o pai da história natural inglesa. Ele publicou importantes obras sobre plantas, animais, natureza e teologia.
William Derham (1657-1735), foi um amigo e discípulo de John Ray. Ele continuou a tradição de Ray na teologia natural em duas de suas obras, as características da Teologia física, publicada em 1713, e o Teologia astral, 1714. Estes viriam mais tarde a ajudar a influenciar o trabalho de William Paley.
Em um ensaio sobre o Princípio da População, a primeira edição publicada em 1798, Thomas Malthus terminou com dois capítulos sobre a teologia natural e da população. Malthus, um devoto cristão argumenta que a revelação "amortece a subida das asas do intelecto", e, portanto, nunca deixa "as dificuldades e dúvidas de algumas partes do livro" interferir em seu trabalho. (Curiosamente, o trabalho de Malthus  viria a ser citado como inspiração tanto por Charles Darwin e Alfred Russel Wallace).
William Paley transferiu o argumento teleológico para Deus. Em 1802, ele publicou  Teologia Natural, ou prova da existência e atributos da Divindade recolhidos junto das Aparições da Natureza. Nesse ele descreveu a analogia do relojoeiro, pela qual ele é provavelmente mais conhecido.  Críticas de argumentos de Paley encontram-se em David Hume, no livro póstumo Diálogos Quanto a Religião Natural.
Thomas Paine escreveu o livro sobre a religião natural do deísmo, A Idade da Razão (1794-1807). A razão é que ele usa para estabelecer uma crença no Designer da Natura que o homem chama Deus. Ele também estabelece os muitos casos que o cristianismo e o judaísmo exigem para aceitar as suas alegações de revelação.
Reformador da educação e abolicionista americano, Horace Mann (1796-1859) ensinou economia política, intelectual e moral, teologia natural. Os professores de química e história natural, Edward Hitchcock e Jeord Liptsone também estudaram e escreveram sobre a teologia natural. Eles tentou unificar e conciliar ciência e religião, concentrando-se na geologia. Seus principais trabalhos nesta área foi A Religião da Geologia e suas Ciências Conectadas (Boston, 1851).

## Os Tratados de Bridgewater
Debates sobre a aplicabilidade da teleologia a questões científicas vieram a uma cabeça no século XIX, como o argumento da Paley sobre concepção entrou em conflito com radicais novas teorias sobre a transmutação das espécies. A fim de apoiar o princípio científico, no momento, que exploraram o mundo natural Paley dentro do quadro de um criador divino, The Earl of Bridgewater, um cavalheiro naturalista, encomendou oito  tratados de Bridgewater sobre o seu leito de morte para explorar "o Poder, Sabedoria, e A bondade de Deus, tal como se manifesta na Criação. "Eles apareceram pela primeira vez durante os anos 1833 a 1840, e posteriormente,  da Biblioteca. Os tratados são:
1. The Adaptation of External Nature to the Moral and Intellectual Condition of Man, por Thomas Chalmers, D. D.
2. On The Adaptation of External Nature to the Physical Condition of Man, por John Kidd, M. D.
3. Astronomy and General Physics considered with reference to Natural Theology, por William Whewell, D. D.
4. The hand, its Mechanism and Vital Endowments as evincing Design, por Sir Charles Bell.
5. Animal and Vegetable Physiology considered with reference to Natural Theology, por Peter Mark Roget.
6. Geology and Mineralogy considered with reference to Natural Theology, por William Buckland, D.D.
7. On the History, Habits and Instincts of Animals, por William Kirby.
8. Chemistry, Meteorology, and the Function of Digestion, considered with reference to Natural Theology, por William Prout, M.D.

Em resposta à alegação de Whewell que "Poderemos, assim, com a maior regularidade, para negar a mecânica filósofos e matemáticos dos últimos tempos qualquer autoridade no que diz respeito aos seus pontos de vista da administração do universo", Charles Babbage publicou o que chamou A Nona Bridgewater Treatise, um fragmento. No seu prefácio indica, este volume não foi parte dessa série, mas sim a sua própria reflexão sobre o assunto. Ele inspira-se no seu próprio trabalho sobre máquinas de calcular ao considerar Deus como um programador divino (configuração complexa legislação subjacente o que nós achamos que milagres, milagrosamente, em vez de produzir novas espécies em um capricho criativo). Houve também um complemento a este fragmento publicado postumamente por Thomas Hill.
As obras são de desigualdade de mérito; vários deles teve uma alta classificação com literatura apologética, mas que atraíram críticas consideráveis. Um notável crítico dos tratados foi Edgar Allan Poe, que escreveu Crítica. Robert Knox, o anatomista, refere a eles como "Bilgewater tratados", em zombaria à "escola ultrateleológica", porque ele era um idealista e desgostava das explicações detalhadas e utilitária dos tratados. A brincadeira se tornou banal, e pode ser encontrada na correspondência de Charles Darwin.

## Leituras Indicadas
- A Bridgewater Treatise for the 21st Century. Science. (Vol 301, p. 1051, 22 August 2003). A review by Robert T. Pennock of philosopher of science Michael Ruse's book Darwin & Design.
- John Bascom Natural Theology (1880)
- Stanley Hauerwas With the Grain of the Universe: The Church's Witness and Natural Theology ISBN 1-58743-016-9
- J. P. Moreland, William Lane Craig Filosofia e Cosmovisão Cristã, Edições Vida Nova, ISBN 85-275-0333-6